# Virudhachalam
Virudhachalam (o Vriddhachalam) è una suddivisione dell'India, classificata come municipality, di 59.300 abitanti, situata nel distretto di Cuddalore, nello stato federato del Tamil Nadu. In base al numero di abitanti la città rientra nella classe II (da 50.000 a 99.999 persone).

## Geografia fisica
La città è situata a 11° 32' 17 N e 79° 19' 48 E.

## Società

### Evoluzione demografica
Al censimento del 2001 la popolazione di Virudhachalam assommava a 59.300 persone, delle quali 30.029 maschi e 29.271 femmine. I bambini di età inferiore o uguale ai sei anni assommavano a 6.695, dei quali 3.511 maschi e 3.184 femmine. Infine, coloro che erano in grado di saper almeno leggere e scrivere erano 45.513, dei quali 24.939 maschi e 20.574 femmine.